# 吉田音 (イラストレーター)
吉田 音(よしだ おん)は、日本のフリーイラストレーター。

## オリジナルキャラクター
吉田のオリジナルキャラクターは、「ビっ子さん」を始めとし、「あなぅ子」や「虎姫」などのオリジナルキャラクターが存在しているが、作者自身のホームページには、そうしたオリジナルキャラクターに関する資料は滅多に掲載されないので、どのようなキャラクターかさえ全く分からないこともある。
「ビっ子さん」は、その製作の動機の為、「隻眼」・「跛足」という、特殊な性質と姿形を持つキャラクターである。その生々しい傷跡は直接的に表現される事が多く、名前は現代に於いて差別用語・放送禁止用語に指定されている「びっこ」から取られている。また、ガレージキット化もされており、インターネット上での通販も行われている。
ビっ子さんの横などにしばしば佇んでいる脱力した顔つきの猫（降魔霊符伝イヅナ弐のパッケージイラストでシズネが抱いているものと同じもの）は、「だつりきねこきゃっと君」と名付けられている。このキャラクターは作者像としても用いられている。

## 作品リスト

### 漫画
- 純情ミルクホール(月刊電撃コミックガオ! 2004年9月号)
- トーコとメダカ(月刊電撃コミックガオ! 2005年2月号)
- スクール・ビズ(月刊電撃コミックガオ! 2005年9月号)

### 小説
- プリンセス・ベルクチカ Proyekt-0 (著者:富永浩史、ファミ通文庫) - 挿絵
- エンジェル・バレット (原作:ライアーソフト、著者:相島巻、角川スニーカー文庫) - 挿絵
- 小夜音はあくまで小悪魔です!? (著者:東出祐一郎、講談社ラノベ文庫)、2012年2月-2012年12月、全3巻）- 挿絵

### ゲーム
- 降魔霊符伝イヅナ (サクセス) - 原画、キャラクターデザイン
- Round a go! go! (ライアーソフト) - 原画、キャラクターデザイン
- 偽りの輪舞曲（サクセス）- キャラクター原案
- 降魔霊符伝イヅナ 弐 (サクセス) - 原画、キャラクターデザイン
- タクティクスレイヤー ～リティナガード戦記～ (ディースリー・パブリッシャー) - 原画、キャラクターデザイン

### 同人作品
- 欠損少女(2004年、オリジナル)
- strawberry union(2005年、マリア様がみてる)
- 涼宮ハルヒの再殺(2006年、涼宮ハルヒの憂鬱)
- はぅはぅしてるベッキーもかわいー!!（2006年、ぱにぽに）
- イヅにゃ!?(2006年、降魔霊符伝イヅナ)
- イヅにゃ!?弐(2007年、降魔霊符伝イヅナ)